# Braeriach
Braeriach är det tredje högsta berg på Brittiska öarna. Det ligger i kommunen Aberdeenshire och riksdelen Skottland, i den norra delen av landet, 700 km norr om huvudstaden London i Storbritannien. Toppen på Braeriach är 1 296 meter över havet, eller 456 meter över den omgivande terrängen. Bredden vid basen är 14,6 km.
Terrängen runt Braeriach är huvudsakligen kuperad.Runt Braeriach är det mycket glesbefolkat, med 2 invånare per kvadratkilometer. Närmaste större samhälle är Aviemore, 14,3 km norr om Braeriach. Trakten runt Braeriach består i huvudsak av gräsmarker.